# Ducat de Lécera
El Ducat de Lécera és un títol de la noblesa aragonesa creat l'any 1493 pel rei Ferran II d'Aragó a favor de Joan II Ferrandis d'Híxar qui ja era duc d'Aliaga i duc d'Híxar. El ducat es creà sobre la base del municipi saragossà de Lécera.
El ducat fou elevat a la Grandesa d'Espanya pel rei Felip III el 9 de setembre de 1599. Tradicionalment el ducat fou ostentant juntament amb els de duc d'Aliaga i d'Híxar des de la seva creació i fins a l'any 1863. L'actual títular és Letícia de Silva y Allende que també ostenta el títol de comtessa de Salinas.